# Corrado Hérin
Corrado Hérin (Aosta, 4 de agosto de 1966-Torgnon, 30 de marzo de 2019) fue un deportista italiano que compitió en ciclismo de montaña en la disciplina de descenso.
Ganó una medalla de bronce en el Campeonato Mundial de Ciclismo de Montaña de 1994 y cuatro medallas en el Campeonato Europeo de Ciclismo de Montaña entre los años 1994 y 2001.

## Palmarés internacional
| Campeonato Mundial | Campeonato Mundial                | Campeonato Mundial | Campeonato Mundial |
| Año                | Lugar                             | Medalla            | Competición        |
| ------------------ | --------------------------------- | ------------------ | ------------------ |
| 1994               | Vail (Estados Unidos)             | Medalla de bronce  | Descenso           |
| Campeonato Europeo |                                   |                    |                    |
| Año                | Lugar                             | Medalla            | Competición        |
| 1994               | Métabief (Francia)                | Medalla de bronce  | Descenso           |
| 1997               | Métabief (Francia)                | Medalla de plata   | Descenso           |
| 1998               | Špindlerův Mlýn (República Checa) | Medalla de plata   | Descenso           |
| 2001               | Livigno (Italia)                  | Medalla de plata   | Descenso           |